# Tahiti-stormvogel
De Tahiti-stormvogel (Pseudobulweria rostrata) is een vogel uit de familie van de stormvogels en pijlstormvogels (Procellariidae).

## Verspreiding en leefgebied
Het is een zeevogel van het zuidelijk halfrond die broedt in de Grote Oceaan in Nieuw-Caledonië en op diverse eilanden in Polynesië. Zijn natuurlijke habitats zijn (sub-)tropische laaggelegen bossen, bergbossen en scrubland. De soort komt ook voor aan rotsachtige kusten en leeft boven open zee. Ze worden tussen de 40 en 80 centimeter lang.
De soort telt twee ondersoorten:
- P. r. rostrata: Fiji, Amerikaans-Samoa, Genootschapseilanden, Marquesaseilanden en Gambiereilanden.
- P. r. trouessarti: Nieuw-Caledonië.

## Status
De grootte van de populatie wordt geschat op 10-20 duizend volwassen vogels. Op de Rode lijst van de IUCN heeft deze soort de status gevoelig.